# Myriam Voz
Myriam Voz (née le 2 février 1961 à Libramont) est une graphiste belge. 
Entrée à La Poste en 1984 après des études à l'école Saint-Luc à Bruxelles, elle crée depuis 1989 des timbres-poste et autres dessins à destination philatélique. Travaillant depuis 1993 avec Thierry Martin, ses timbres sont signés MVTM ; le duo est rejoint par Jean Libert en 2005 au design office.
Au sein de MVTM, elle a créé toutes les séries d'usage courant à l'effigie d'Albert II ainsi que beaucoup d'autres timbres. Elle a notamment créé le feuillet de timbres consacré aux « Places de la ville d’Arlon » en 2024. 

### Source
- « Dis l'artiste, dessine-moi le timbre de tes rêves », entretien paru dans l'Écho de la timbrologie n°1798, juillet-août 2006, pages 12-13.